# 雛鳥のワルツ
『雛鳥のワルツ』（ひなどりのワルツ）は、里中実華による日本の漫画作品。『マーガレット』（集英社）2015年2号から2017年10号まで連載された。

## あらすじ
幼稚園から女子校に通っていた百瀬ひな子は、高校では共学に入学する。しかし、ひな子が入学した高校は元男子校で、女子はたった4人しかいなかった。

## 登場人物
百瀬ひな子（ももせ ひなこ）
本作の主人公。高校1年。男性が苦手。中学校まで女子校だったため、元男子校である今の高校に戸惑いつつ生活している。椎名のことを苦手だと思っていたが、接していくうちに「好き」になっていく。
椎名駿（しいな しゅん）
高校1年。委員長。過去のとある出来事から、女性が苦手。中学の頃、秦と付き合ってるという噂があった。
和久井瑞希（わくい みずき）
高校1年。ひな子と隣の席になる。「瑞希」という名前から女性に間違われることが多々ある。ひな子のことが好きで、告白をする。
橘華（はな）、馬川あず
高校1年。ひな子の友人。
秦麗花
高校1年。数少ない女子生徒の1人。

## 書誌情報
- 里中実華 『雛鳥のワルツ』 集英社 〈マーガレットコミックス〉、全9巻
  1. 2015年4月24日発売[3]、『マーガレット』2015年2号[1] - 8号、ISBN 978-4-08-845380-4
  2. 2015年7月24日発売[4]、『マーガレット』2015年9号 - 14号、ISBN 978-4-08-845416-0
    - 番外編〜中学時代（描きおろし）

  3. 2015年10月23日発売[5]、『マーガレット』2015年15号 - 20号、ISBN 978-4-08-845462-7
  4. 2016年1月25日発売[6]、『マーガレット』2015年21号 - 2016年2号、ISBN 978-4-08-845510-5
    - 雛鳥のワルツ 番外編[7]（『ザ マーガレット』2015年12月号）

  5. 2016年5月25日発売[8]、『マーガレット』2016年3・4合併号 - 9号、ISBN 978-4-08-845572-3
    - 華の譲れないもの（描きおろし）
    - 4コマワルツ（描きおろし）

  6. 2016年8月25日発売[9]、『マーガレット』2016年10号 - 2016年15号、ISBN 978-4-08-845619-5
    - 4コマワルツ（描きおろし）

  7. 2016年11月25日発売[10]、『マーガレット』2016年16号 - 2016年21号、ISBN 978-4-08-845664-5
    - 4コマワルツ（描きおろし）

  8. 2017年3月24日発売[11]、『マーガレット』2016年23号 - 2017年5号、ISBN 978-4-08-845729-1
    - 番外編〜あずの恋愛〜（描きおろし）
    - 番外編〜秦の気持ち〜（描きおろし）
    - （タイトルなし）[12]（描きおろし）
    - 雛鳥のワルツ あなたは誰タイプ?〜恋する乙女診断〜（描きおろし）

  9. 2017年7月25日発売[13]、『マーガレット』2017年6号 - 10号[2]、ISBN 978-4-08-845784-0
    - 雛鳥のワルツ 番外編[14]（『マーガレット』2017年11号）
    - 雛鳥のミニワルツ（描きおろし）
    - 失恋ゲームをしようか（『ザ マーガレット』2013年10月号[15]、『マーガレット』2018年22号電子版）

## 関連人物
- オザキアキラ - 7巻に応援イラストを寄せている[16]。